# Hexamitocera tricincta
Hexamitocera tricincta är en tvåvingeart som först beskrevs av Friedrich Hermann Loew 1870.  Hexamitocera tricincta ingår i släktet Hexamitocera och familjen kolvflugor. Inga underarter finns listade i Catalogue of Life.